# Jean-Jacques Schilt
Jean-Jacques Schilt (* 23. Juni 1943 in Lausanne) ist ein Schweizer Politiker (SP).

## Leben
Schilt studierte an der Universität Lausanne und unterrichtete von 1968 bis 1985 am «Collège de l'Élysée». Im Jahr 1972 trat er der Sozialdemokratischen Partei bei. Von 1978 bis 1985 sass Schilt im Gemeinderat (Legislative) und von 1985 bis 1998 im Stadtrat (Exekutive) von Lausanne. Danach wurde er als Stadtpräsident von Lausanne gewählt und übte das Amt vom 1. Januar 1998 bis zum 31. Dezember 2001 aus.